# Al-Qastallani
Shihāb al-Dīn Aḥmad ibn Muḥammad al-Qasṭallānī (in arabo شهاب الدين ﺍﺣﻤﺪ القسطلاني‎?; Il Cairo, 20 gennaio 1448 – Il Cairo, 31 gennaio 1517) è stato un giurista arabo di scuola sciafeita.
Shihāb al-Dīn Abū l-ʿAbbās Aḥmad ibn Muḥammad ibn Abī Bakr, al-Qasṭallānī al-Qutaybī al-Shāfiʿī, noto semplicemente come  al-Qastallani (851H/ 1448|923H/1517), fu uno studioso musulmano sunnita, autore di un rinomato commento dell'opera di Bukhārī.

## Vita
Fu sposato con ʿĀʾisha al-Baʿūniyya e visse a lungo a Mecca.
Era contemporaneo di Suyūṭī e tra i due vi furono diverse polemiche di tipo accademico (arabo khuṣūmāt). Alla fine al-Qasṭallānī si recò però da Suyūṭī per scusarsi.

## Pensiero
Qasṭallānī aderì in modo convinto al madhhab sciafeita, sebbene agli inizi del suo percorso di studioso fosse piuttosto seguace del malikismo: scuola giuridica d'altra parte dominante in quell'al-Andalus del quale la sua famiglia era originaria. Per quanto riguardava invece la teologia islamica, al-Qasṭallānī propendeva per l'Ash'arismo, del quale è considerato uno dei maggiori esponenti.
Malgrado i suoi accentuati interessi per il Sufismo, che gli derivavano anche dalla sua tradizione familiare, al-Qasṭallānī fu uno dei critici più severi delle forme di misticismo del mondo islamico orientale. In particolare divenne noto per la sua opinione fortemente negativa nei confronti di Ibn ʿArabī, al-Ḥallāj, Ibn al-Fāriḍ, Ibn Sabʿīn e al-Shushtarī, alcune tra le principali figure cioè del Sufismo. Proprio queste sue critiche si dice ispirassero più tardi ulteriori critiche, come quelle di Ibn Taymiyya ma si tratta di una falsità, dal momento che Ibn Taymiyya morì nel 728 del calendario islamico, equivalente al 1328, mentre al-Qasṭallānī nacque nell'851 E., ossia nel 1448.

## Opere scelte
- al-Mawāhib al-ladunniyya bi-l-minaḥ al-Muḥammadiyya [4]
- Irshād al-sārī, 10 voll.,[9] uno dei migliori commentari del Ṣaḥīḥ di Bukhārī
- Masālik al-ḥunafāʾ ilā mashāriʿ al-ṣalāt ʿalā al-Nabī al-Muṣṭafā[1]
- Minhāj al-ibtihāj li-Sharḥ al-Jāmiʿ al-Ṣaḥīḥ li-Muslim b. al-Ḥajjāj, un commentario del Ṣaḥīḥ di Bukhārī[1]
- al-Jannat al-Dānī fī ḥall hirz al-amānī, un commentario sulla Shāṭibiyya[1]
- al-Fatḥ al-mawāhibī fī manāqib al-Shāṭibī, una biografia dell'autore della Shāṭibiyya [1]